# Anagrus putnamii
Anagrus putnamii är en stekelart som först beskrevs av Alpheus Spring Packard 1864.  Anagrus putnamii ingår i släktet Anagrus och familjen dvärgsteklar. Inga underarter finns listade i Catalogue of Life.